# High School Musical: Das Musical: Die Serie
High School Musical: Das Musical: Die Serie (Originaltitel: High School Musical: The Musical: The Series) ist eine US-amerikanische Jugend-Dramedy im Mockumentary-Stil, die auf der Filmtrilogie High School Musical basiert. Die Premiere der Serie erfolgte in den USA am 8. November 2019 als Vorschau zeitgleich auf den Disney-Sendern ABC, Disney Channel und Freeform. Die reguläre Veröffentlichung der Serie begann am 12. November 2019 auf Disney+ in den USA, Kanada und den Niederlanden, wo diese mit mehreren Synchronfassungen, darunter auch die deutsche, an den Start ging.
Die Serie wurde bereits vor der Ausstrahlung um eine zweite Staffel verlängert, die vom 14. Mai bis zum 30. Juli 2021 auf Disney+ ausgestrahlt wurde. Die Veröffentlichung der Serie im deutschsprachigen Raum erfolgt seit dem 24. März 2020 mit der Einführung von Disney+ in Deutschland. Die ersten zwei Episoden wurden bereits am 20. und 21. März 2020 auf dem Disney Channel als Vorschau gesendet. Am 13. September 2021 wurde die Serie um eine dritte Staffel verlängert, welche am 27. Juli 2022 gestartet ist. Bereits vor der Veröffentlichung der dritten Staffel, wurde die Serie um eine finale vierte Staffel verlängert, welche am 9. August 2023 erschien.

## Handlung
Die Handlung spielt an der East High School der Gegenwart, wo vor fast 15 Jahren der erste Teil der „High-School-Musical“-Filmtrilogie gedreht wurde. Die neue, sehr engagierte, aber zugleich geheimnisvolle Theaterlehrerin Miss Jenn, die im ersten Teil eine Rolle als Backgroundtänzerin hatte, will als ihr erstes Wintermusical den Film „High School Musical“ inszenieren, um damit die Zugehörigkeit der Schule zur Filmtrilogie zu untermauern. Doch schon sehr bald wird allen bewusst, dass sich die wahren Dramen, Romanzen und Intrigen hinter den Kulissen abspielen.

## Produktion

### Entwicklung
Am 9. November 2017 kündigte Disney sein Bestreben an, für seinen damals noch unbenannten Streamingdienst eine Serie basierend auf der Filmtrilogie High School Musical von Peter Barsocchini produzieren zu wollen. Am 30. Mai 2018 wurde mitgeteilt, dass Tim Federle als Autor und ausführender Produzent fungieren würde. Am 6. September 2018 wurde bekannt, dass Disney der Produktion einer ersten Staffel mit zehn Folgen stattgegeben hat. Oliver Goldstick sollte als zusätzlicher ausführender Produzent fungieren, während Julie Ashton den Casting-Prozess betreuen sollte. Neben dieser Ankündigung wurde auch bekannt, dass die Serie im Mockumentary-Stil gedreht werden würde. Zusätzlich wurden einige Charakternamen sowie Figurenbeschreibungen veröffentlicht. Am 7. Mai 2019 wurde mitgeteilt, dass Goldstick seine Mitwirkung an der Serie wegen „kreativer Differenzen“ beendet habe. Die Serie entsteht in Zusammenarbeit mit dem US-amerikanischen Disney Channel. Im Oktober 2019 wurde die Serie noch vor der Veröffentlichung der ersten Staffel von Disney+ um eine zweite Staffel verlängert. Federle erklärte, dass sich die Handlung der zweiten Staffel nicht um eine Musical-Produktion von High School Musical 2 drehen würde. In der zwölf Folgen umfassenden zweiten Staffel soll das Theaterstück Die Schöne und das Biest aufgeführt werden.

### Drehbuch
Federle ließ sich für den Mockumentary-Stil der Serie von anderen Produktionen wie Wenn Guffman kommt und Das Büro inspirieren. Er wurde dazu inspiriert, eine Serie zu schaffen, in der Musik das zentrale Thema spielt, und kann hierfür auf seine Erfahrungen als ehemaliger Broadway-Darsteller zurückgreifen. Die Serie behandelt auch LGBTQ-Thematiken unter anderem durch die zwei schwulen Figuren Carlos und Seb. Seb spielt im Musical die eigentlich weibliche Rolle Sharpay, womit man geschlechterunabhängige Besetzungen thematisiert. Die Serie behandelt auch gleichgeschlechtliche Elternschaft durch Ninis Mütter Carol und Dana. Neben diesen Thematiken befasst sich die Serie auch mit Themen wie Scheidung und Feminismus.

### Casting
Am 17. Oktober 2018 wurde bekanntgegeben, dass Joshua Bassett für eine Hauptrolle gecastet wurde. Der Rest der Hauptbesetzung wurde am 15. Februar 2019 bekanntgegeben, darunter Sofia Wylie (Gina), Kate Reinders (Miss Jenn) und Olivia Rodrigo (Nini). Im November 2019 bestätigte Federle, dass ein bis dahin ungenannter Darsteller aus den „High-School-Musical“-Filmen durch eine Traum-Sequenz einen Cameo-Auftritt hat. Lucas Grabeel, der Ryan Evans spielte, wird in einem Lied neben Reinders gelistet.

### Dreharbeiten
Die Dreharbeiten zur ersten Staffel begannen am 15. Februar 2019 in Salt Lake City im US-Bundesstaat Utah und endeten am 30. Juni 2019. Die Produktion der zweiten Staffel fing im Februar 2020 an, wurde jedoch – aufgrund der COVID-19-Pandemie – im März wieder frühzeitig beendet. Im November 2020 wurden die Dreharbeiten weiter geführt. Der Mockumentary-Stil der Serie wird durch Wackelkameras, Handkameras und Zoomen erzeugt, und vom Single-Camera-Setup unterstützt.

### Musik
Die erste Staffel enthält zehn extra für die Serie erstellte Lieder, von denen in jeder Folge ein neues Lied veröffentlicht wird. Diese werden meist von den Schauspielern live gesungen. Olivia Rodrigo schrieb das Lied „All I Want“ für die Serie sowie zusammen mit Joshua Bassett und dem Musikproduzenten Dan Book das Lied „Just for a Moment“. Federle erklärte, dass sein ursprünglicher Serien-Pitch die Idee beinhaltete, eigene Lieder für die Serie zu texten und zu komponieren. Steve Vincent, der an den „High School Musical“-Filmen mitarbeitete, fungiert als musikalischer Leiter der Serie und beauftragte mehrere Komponisten, neue Lieder zu schreiben. Er erhielt auch Einsendungen von Songwritern aus Los Angeles.

## Besetzung und Synchronisation
Die deutsche Synchronisation entsteht unter dem Dialogbuch von Peter Wagner, Ruth Deny, Victoria Kube und Kalpna Joshi sowie unter der Dialogregie von Ruth Deny und Kalpna Joshi durch die Synchronfirma FFS Film- & Fernseh-Synchron GmbH in München.

### Hauptdarsteller
| Rolle                       | Schauspieler      | Hauptrolle (Folgen)  | Nebenrolle (Folgen)                   | Synchronsprecher                                     |
| --------------------------- | ----------------- | -------------------- | ------------------------------------- | ---------------------------------------------------- |
| Nina „Nini“ Salazar-Roberts | Olivia Rodrigo    | 1.01–2.12            | 3.01–3.02, 3.08                       | Paulina Rümmelein                                    |
| Richard „Ricky“ Bowen       | Joshua Bassett    | 1.01–4.08            |                                       | Benjamin Weygand                                     |
| Elton John „E. J.“ Caswell  | Matt Cornett      | 1.01–3.08            | 4.05, 4.07–4.08                       | Tobias Kern (Staffel 1–2) Sam Bauer (Staffel 3–4)    |
| Gina Porter                 | Sofia Wylie       | 1.01–4.08            |                                       | Alina Freund                                         |
| Big Red                     | Larry Saperstein  | 1.01–2.12            | 3.08, 4.05, 4.07–4.08                 | Adrian Kilian (Staffel 1–3) Malte Wetzel (Staffel 4) |
| Ashlyn Caswell              | Julia Lester      | 1.01–4.08            |                                       | Zina Laus                                            |
| Kourtney Greene             | Dara Reneé        | 1.01–4.08            |                                       | Pola Jane O’Mara                                     |
| Carlos Rodriguez            | Frankie Rodriguez | 1.01–4.08            |                                       | Leonard Rosemann                                     |
| Benjamin Mazzara            | Mark St. Cyr      | 1.01–2.12            | 4.03, 4.06–4.08                       | Julian Manuel                                        |
| Miss Jenn                   | Kate Reinders     | 1.01–2.12, 4.01–4.08 | 3.01, 3.06, 3.08                      | Andrea Wick                                          |
| Seb Matthew-Smith           | Joe Serafini      | 2.01–2.12            | 1.01–1.10, 3.07, 4.03–4.04, 4.06–4.08 | Jonathan Hutter                                      |
| Maddox                      | Saylor Bell Curda | 3.01–3.08            | 4.03–4.04, 4.06–4.08                  | Alisa Riccobene                                      |
| Jet                         | Adrian Lyles      | 3.01–3.08            | 4.03–4.04, 4.06–4.08                  | Mio Lechenmayr                                       |
| Emmy                        | Liamani Segura    | 4.01–4.08            | 3.02, 3.05, 3.08                      | Johanna Blaich (Staffel 3) Mia Durakovic (Staffel 4) |

### Nebendarsteller
| Rolle                 | Schauspieler          | Nebenrolle (Folgen)                         | Synchronsprecher         |
| --------------------- | --------------------- | ------------------------------------------- | ------------------------ |
| Natalie Bagley        | Alexis Nelis          | 1.01–2.12, 4.06                             | Pia Amofa-Antwi          |
| Mike Bowen            | Alex Quijano          | 1.01–2.12, 4.01, 4.04, 4.07–4.08            | Patrick Schröder         |
| Carol Salazar-Roberts | Nicole Sullivan       | 1.01, 1.04, 3.02                            | Claudia Lössl            |
| Dana Salazar-Roberts  | Michelle Noh          | 1.01, 1.06, 1.09–1.10, 3.02                 | Eva-Maria Reichert       |
| Malou                 | Jeanne Sakata         | 1.01, 1.07, 1.09–1.10                       | Simone Brahmann          |
| Principal Gutierrez   | Valente Rodriguez     | 1.01, 1.05–1.06, 1.10, 4.01, 4.05–4.06      | Daniel Pietzuch          |
| Lynne Bowen           | Beth Lacke            | 1.04, 1.09–1.10, 2.09, 4.07–4.08            | Christine Stichler       |
| Emily Pratt           | Addison Morgan        | 1.07, 2.02                                  | Marcia von Rebay         |
| Terri Porter          | Napiera Groves Boykin | 1.07, 4.01, 4.04–4.05, 4.07–4.08            | Claudia Urbschat-Mingues |
| Kalyani Patel         | Deepti Gupta          | 1.09–1.10, 2.02                             | Claudia Jacobacci        |
| Big Reds Mutter       | Amy Tolsky            | 1.10–2.02                                   | Shirin Lotze             |
| Zack Roy              | Derek Hough           | 2.01, 2.05, 2.07                            | Matthias Ransberger      |
| Lily                  | Olivia Rose Keegan    | 2.02–3.01                                   | Nadja Sabersky           |
| Howie                 | Roman Banks           | 2.03–2.12                                   | Sebastian Kempf          |
| Antoine               | Andrew Barth Feldman  | 2.06–2.07, 2.12, 4.07–4.08                  | Maximilian Belle         |
| Michelle Greene       | Kimberly Brooks       | 2.08, 2.11–2.12, 3.04, 4.02–4.05, 4.07–4.08 | Bettina Redlich          |
| Dewey Wood            | Jason Earles          | 3.01–3.02, 3.04, 3.06–3.08, 4.07–4.08       | Manuel Straube           |
| Channing              | Ben Stillwell         | 3.01, 3.04–3.06, 3.08                       | Vincent Sauer            |
| Val                   | Meg Donnelly          | 3.02, 3.04–3.06, 3.08                       | Victoria Frenz           |
| Alex                  | Aria Brooks           | 3.02, 3.05, 3.08                            | Greta Wintermeyer        |
| Mack Alana            | Matthew Sato          | 4.01–4.05, 4.07–4.08                        | Sebastian Kempf          |
| Dani                  | Kylie Cantrall        | 4.01–4.04, 4.07–4.08                        | Alina Abgarjan           |
| Quinn Robbins         | Caitlin Reilly        | 4.01–4.03, 4.05, 4.07–4.08                  | Anke Kortemeier          |

### Gastdarsteller
| Rolle           | Schauspieler         | Gastrolle (Folgen)           | Synchronsprecher                                            |
| --------------- | -------------------- | ---------------------------- | ----------------------------------------------------------- |
| KayCee Stroh    | Kaycee Stroh         | 1.06, 4.01                   | Claudia Schmidt (Staffel 1) Katharina Iacobescu (Staffel 4) |
| Lucas Grabeel   | Lucas Grabeel        | 1.08, 4.01                   | Tim Schwarzmaier                                            |
| Jack            | Asher Angel          | 2.09                         | Xidou Zhao                                                  |
| Jamie Porter    | Jordan Fisher        | 2.11                         | Benjamin Krause                                             |
| Corbin Bleu     | Corbin Bleu          | 3.01, 3.04, 3.06, 3.08, 4.01 | Max Felder                                                  |
| Marvin          | Jesse Tyler Ferguson | 3.02                         | Hubertus von Lerchenfeld                                    |
| Madison         | JoJo Siwa            | 3.07                         | Amelie Wick                                                 |
| Monique Coleman | Monique Coleman      | 4.01, 4.08                   | Natalie Strathern                                           |
| Bart Johnson    | Bart Johnson         | 4.01, 4.06                   | Claus-Peter Damitz                                          |
| Alyson Reed     | Alyson Reed          | 4.01, 4.03, 4.06             | Katharina Lopinski                                          |
| Scott Hoying    | Scott Hoying         | 4.01                         |                                                             |
| Harper          | Gabrielle Elyse      | 4.05                         | Leslie-Vanessa Lill                                         |

## Episodenliste

### Staffel 1
| Nr. (ges.) | Nr. (St.) | Deutscher Titel                 | Originaltitel                                    | Erstveröffentlichung USA | Deutschsprachige Erstveröffentlichung (Disney+) | Regie                                | Drehbuch                  |
| --- | --------- | ------------------------------- | ------------------------------------------------ | ------------------------ | ----------------------------------------------- | ------------------------------------ | ------------------------- |
| 1 | 1         | Die Auditions                   | The Auditions                                    | 8. Nov. 2019             | 12. Nov. 2019 1                                 | Tamra Davis                          | Tim Federle               |
| Ricky kehrt für das neue Jahr in die Schule zurück und entdeckt, dass seine frühere Freundin Nini jetzt mit E. J. zusammen ist, welchen sie im Sommer in einem Theatercamp kennengelernt hat. An ihrem ersten Tag als neue Schauspiellehrerin an der East High kündigt Miss Jenn an, dass die Schule eine Produktion von High School Musical: Das Musical inszenieren wird. Mr. Mazzara warnt Miss Jenn vor der Notwendigkeit, bei der Arbeit professionell zu sein. Nini ist bereit, für das Musical vorzuspielen, nachdem sie normalerweise als Chormitglied teilgenommen hat. Ricky beschließt ebenfalls Vorsprechen, um Nini zu beeindrucken und ihre Beziehung wiederzubeleben. Nini lernt die Austauschschülerin Gina kennen, die sie mit ihren Tanzfähigkeiten einschüchtert. Nini singt mutig für die Rolle von Gabriella Montez vor, indem sie „Start of Something New“ singt, während Ricky für die Rolle von Troy Bolton das Lied vorsingt, das Nini zuvor als Liebeserklärung für ihn geschrieben hat; „I Think I Kinda, You Know“. Verärgert konfrontiert Nini ihn, bevor die Besetzungsliste veröffentlicht wird. Diese enthüllt Ricky und Nini in den Hauptrollen von Troy und Gabriella. |           |                                 |                                                  |                          |                                                 |                                      |                           |
| 2 | 2         | Die Leseprobe                   | The Read-Through The Read-Thru (Alternativtitel) | 15. Nov. 2019            | 15. Nov. 2019 1                                 | Tamra Davis                          | Oliver Goldstick          |
| Miss Jenn beginnt die Proben für das Musical mit einer Leseprobe mit der Besetzung. Nini versucht Ricky auszuweichen, da sie nicht beeindruckt ist, dass er vorgesprochen hat, um näher an sie heranzukommen, anstatt zum Wohle der Produktion. Nini kritisiert Ricky dafür, dass er die Produktion nicht ernst nimmt, was ihn dazu bringt, darüber nachzudenken, aufzuhören. Gina überredet Ricky jedoch, weiterhin an dem Musical teilzunehmen, da sie hofft, dass seine romantischen Versuche Nini dazu veranlassen, aufzuhören, wodurch sie die Rolle der Gabriella übernehmen kann. Dies schlägt fehl, als Nini von Rickys neu entdeckten Bemühungen, die Tanzroutinen zu üben, beeindruckt ist. E. J. ist eifersüchtig darauf, dass Ricky als Troy besetzt wird. Nachdem er den Verdacht hat, dass Ricky Nini hinter seinem Rücken angeschrieben hat, plant er, Ninis Telefon zu stehlen und ihre Nachrichten zu überprüfen. Gina stiehlt Ninis Handy für E. J. und bietet ihm eine Allianz an, um ihm zu helfen, Ricky aus dem Musical zu entfernen, damit er mit Nini Troy spielen kann. Währenddessen erwirbt Miss Jenn eine Requisite aus dem Originalfilm, Gabriellas Handy, welches während der gesamten Show gezeigt wird. |           |                                 |                                                  |                          |                                                 |                                      |                           |
| 3 | 3         | Die erstklassige Zweitbesetzung | The Wonderstudies                                | 22. Nov. 2019            | 3. Apr. 2020                                    | Tamra Davis                          | Zach Dodes                |
| Im Besitz von Ninis Telefon hört E. J. eine von Herzen kommende Voicemail, die Ricky für sie hinterlässt und löscht sie, bevor der das Telefon aus Schuld zum Fundbüro bringt. Nini kommt zu spät zu den Proben, nachdem Gina die Sitzung verschoben hat. Sie weiß, dass Nini das Update nicht erhalten hat, da sie ihr Telefon nicht finden konnte. Nini ist eingeschüchtert, als Gina eine komplizierte Tanzroutine choreografiert. Nini beschließt einige von Ginas Habseligkeiten als Vergeltung zu stehlen, weil sie glaubt, dass sie ihr Handy gestohlen hat. E. J. überredet Nini, die Gegenstände zurückzugeben, und schreibt ein Lied für sie, „A Billion Sorrys“, als er merkt, dass er seine eigenen Handlungen gestehen muss, da er die Voicemail abgehört hat. Ricky verrät Nini, dass E. J. ihr Handy gestohlen hat. In der Zwischenzeit konfrontiert Mr. Mazzara Miss Jenn wegen des von ihr erworbenen Telefons, da er eine Quittung für ihren Kauf findet, nachdem sie behauptet hatte, es sei ein Geschenk von einem der Darsteller des Originalfilms. Mr. Mazzara konfrontiert Miss Jenn, als er herausfindet, dass sie nur ein Statist im Film ist und sie ihre Position an der Schule aufgrund der falschen Behauptung, dass sie eine größere Rolle hatte, bekommen hat. Er drängt sie, ihre Schauspielschüler zu informieren. |           |                                 |                                                  |                          |                                                 |                                      |                           |
| 4 | 4         | Die Stellprobe                  | Blocking                                         | 29. Nov. 2019            | 10. Apr. 2020                                   | Chad Lowe                            | Margee Magee              |
| Nini konfrontiert E. J. mit dem Wissen, dass er ihr Handy gestohlen hat. Er drückt seine Überzeugung aus, dass sie immer noch Gefühle für Ricky hat. Die beiden streiten sich vor einer Probe, was dazu führt, dass die beiden eine gespannte Interpretation von „What I’ve Been Looking For“ mit E. J. als Zweitbesetzung für Troy singen. Miss Jenn missbilligt, dass die Besetzung die Proben nicht ernst nimmt und bittet die Schüler ihre persönlichen Probleme zu lösen. E. J. versucht sich zu entschuldigen, aber Nini blockiert seine Telefonnummer und beschließt, mit ihm Schluss zu machen. Rickys Mutter kehrt nach Hause zurück und zeigt, dass sie und sein Vater sich trennen und sie nach Chicago ziehen wird. Ricky ist merklich verletzt von den Nachrichten und plant, die Nacht bei Big Red zu verbringen. Da er bei ihm nicht schlafen kann, beschließt er nach einem Gespräch mit Carol, Ninis Mutter, bei ihnen zu übernachten. Nini tröstet Ricky und die beiden teilen einen romantischen Moment, bevor sie entdeckt, dass er das Haus verlassen hat. Nini beklagt den Verlust ihrer Beziehung und das Auftauchen von Gefühlen für Ricky, indem sie das Lied „All I Want“ schreibt. Unterdessen entwirft Gina einen neuen Plan, um die Hauptrolle zu übernehmen, indem sie E. J. als ihr Date für den bevorstehenden Homecoming-Tanz mitnimmt. |           |                                 |                                                  |                          |                                                 |                                      |                           |
| 5 | 5         | Homecoming                      | Homecoming                                       | 6. Dez. 2019             | 17. Apr. 2020                                   | Joanna Kerns                         | Tim Federle               |
| Nini beschließt, nicht zum Homecoming-Tanz zu gehen und die Nacht mit Kourtney und Miss Jenn zu verbringen, um zu verhindern, dass sie über ihre letzte Trennung nachdenkt. Miss Jenn versucht, Ninis Konzentration auf die Produktion wieder in Gang zu bringen, und ermutigt sie, in einer Karaoke-Bar mehr Selbstvertrauen zu entwickeln. Miss Jenn trifft Rickys Vater Mike während der Nacht und eine romantische Verbindung zwischen den beiden entsteht. Carlos hilft Seb bei der Wiederholung der Tanzroutine für „Bop to the Top“ und die beiden beschließen, dass sie gemeinsam zum bevorstehenden Tanz gehen. Carlos ist zunächst enttäuscht, als Seb nicht ankommt, aber das Paar versöhnt sich, da er nur zu spät ankommt. Gina nimmt E. J. als ihr Date zum Tanz in der Hoffnung, dass das unerwünschte Drama Nini zwingen würde, ihre Rolle aufzugeben. Da diese nicht anwesend ist, kann der Plan nicht aufgehen. Ricky schimpft mit Gina, weil sie E. J. ausgenutzt hat, und nachdem er sich entschuldigt hat, fährt er sie nach Hause und eine Verbindung entsteht. Miss Jenn durchsucht ihr Telefon nach verpassten Anrufen und Nachrichten von Principal Gutierrez, der ein dringendes Treffen arrangiert, da sie ihre Aufsichtspflichten für den Tanz vernachlässigt. |           |                                 |                                                  |                          |                                                 |                                      |                           |
| 6 | 6         | Welches Team?                   | What Team?                                       | 13. Dez. 2019            | 24. Apr. 2020                                   | Kimberly McCullough und Joanna Kerns | Oliver Goldstick          |
| Miss Jenn wird auf unbestimmte Zeit von ihrer Position suspendiert, nachdem Principal Gutierrez feststellt, dass sie während der Bewerbung über ihre Lehrerfahrung und ihre Qualifikation gelogen hat. Carlos ist gezwungen, als Stellvertreter für Miss Jenns Regieaufgaben zu fungieren und die Nachricht an die Besetzung weiterzuleiten. Die Schüler diskutieren über die positiven Auswirkungen, die Miss Jenn auf ihr Schulleben hatte, und beschließen für sie einzutreten. Sie schließen sich zusammen, um eine Aufführung des Liedes „Truth, Justice and Songs in Our Key“ auf der Schulvorstandssitzung zu inszenieren und um die Jury davon zu überzeugen, weiterhin Miss Jenn zu beschäftigen. Die Präsentation erweist sich als erfolgreich und Miss Jenns Suspendierung wird zurückgezogen. Bei dem Treffen entdeckt Miss Jenn, dass Mike Rickys Vater ist. Währenddessen wird Nini eifersüchtig auf Rickys neu gewonnene Freundschaft mit Gina, als sie sieht, wie er ihr eine akustische Version von „When There Was Me and You“ vorsingt. E. J. beschließt, sein Gewissen zu reinigen, indem er Nini seine Geheimnisse und Lügen gesteht. |           |                                 |                                                  |                          |                                                 |                                      |                           |
| 7 | 7         | Thanksgiving                    | Thanksgiving                                     | 18. Dez. 2019            | 1. Mai 2020                                     | Kimberly McCullough                  | Ann Kim                   |
| Während der Thanksgiving-Ferien organisiert Ashlyn eine Party für die Musicalbesetzung in ihrem Haus. Ricky ruft seine Mutter an und findet heraus, dass sie eine neue Beziehung zu einem anderen Mann hat. Gina fühlt sich mit Ricky verbunden, basierend auf den Kämpfen ihrer eigenen Familie. Nini bemüht sich, sich mit Gina auf der Party zu verbinden, bevor Ginas Mutter anruft, um ihr mitzuteilen, dass sie für die Arbeit versetzt wurde und sie wieder umziehen werden. Big Red kommt Ashlyn bei der Party näher, als er erfährt, dass sie die Co-Kapitänin des Roboterteams ist. Ashlyn ermutigt Nini, ein Lied über sich selbst und nicht über ihre Beziehung zu schreiben, und veranlasst sie, „Out of the Old“ zu komponieren und sich für eine Schule für darstellende Kunst in Denver zu bewerben. E. J. stellt fest, dass er einen erheblichen Teil seiner sozialen Medien-Follower verloren hat, nachdem er sein unmoralisches Verhalten eingestanden hat. Währenddessen treffen sich Miss Jenn und Mr. Mazzara unerwartet in der Nacht in der Schule, um an ihren jeweiligen außerschulischen Projekten zu arbeiten. Die beiden unterstützen sich gegenseitig bei ihren Versuchen und verbringen den Rest der Nacht zusammen in der Schule. Sie schlafen ein und schauen sich einen Film an, während eine Steckdose in der Werkstatt Funken fliegen lässt. |           |                                 |                                                  |                          |                                                 |                                      |                           |
| 8 | 8         | Die Technikprobe                | The Tech Rehearsal                               | 27. Dez. 2019            | 8. Mai 2020                                     | Joanna Kerns                         | Natalia Castells-Esquivel |
| Dank der Steckdose in der Werkstatt, hat das Theater Feuer gefangen. Die Gruppe findet schnell eine Lösung, indem sie ein verlassenes Theater, das El Rey, finden, in dem die Show stattfinden soll, aber Miss Jenn appelliert nicht an die Idee, das El Rey zu nutzen. Natalie Bagley, die Regisseurin, lässt sich die Weisheitszähne abnehmen, also übernimmt Big Red für sie. Ashlyn berät ihn und die beiden verbinden sich weiter. Als sie in den El Rey ausladen, nimmt E. J. Miss Jenns Schachtel mit Theaternotizen, um zu sehen, warum er nicht als Troy besetzt wurde, sehr zu Carlos Verdruss. Er findet heraus, dass der Grund, warum er nicht besetzt wurde, darin bestand, dass er „keine emotionale Verbindung zur Rolle hatte“. Nini verrät Kourtney, dass sie erwägt, sich an der Denver Performing Arts School zu bewerben, aber Kourtney ist nicht erfreut. Miss Jenn gesteht Ashlyn, dass sie das El Rey hasst, weil bei der Premiere des allerersten HSM-Films in Utah die einzige Zeile von ihr herausgeschnitten wurde, die sie sagen sollte, und folglich aus dem Theater geworfen wurden. Ricky und Nini ziehen los, um ihren Text zu üben, also fragt Miss Jenn E. J. für Troy als Platzhalter einzuspringen. Als sie proben, wirkt E. J. sehr emotional, was Carlos auf das aufmerksam macht, was passiert ist. Während Nini und Ricky ihren Text üben, erkennen sie ihre vergangenen Fehler und sind dabei, sich zu küssen, bis Big Red über sie unterbricht. Miss Jenn fällt in Ohnmacht, nachdem sie von einer Schaufensterpuppe erschreckt wurde, und Lucas Grabeel, der Schauspieler, der Ryan im Originalfilm porträtierte, taucht in ihrem Traum auf. Sie spielen das Lied „Role of a Lifetime“, was Miss Jenn das Selbstvertrauen gibt, die Vergangenheit loszulassen. Kourtney ändert schließlich ihre Meinung und beschließt, die Schule für darstellende Künste im Namen von Nini anzurufen. |           |                                 |                                                  |                          |                                                 |                                      |                           |
| 9 | 9         | Premierenabend                  | Opening Night                                    | 3. Jan. 2020             | 15. Mai 2020                                    | Kabir Akhtar                         | Oliver Goldstick          |
| Beim Premierenabend der Produktion, übernimmt E. J. die Rolle des Troy Bolton für den zweiten Akt. Acht Stunden zuvor bereiten sich die Theaterschüler für ihre erste Performance vor. Miss Jenn sichert sich die Turnhalle der East High, für die Aufführung und fragt Mr. Mazzara nach Unterstützung mit dem Equipment. Ricky schreibt den Song „Just for a Moment“ für Nini. Währenddessen bereitet sich Nini vor, wie sie Ricky ihr Geschenk geben soll. Da alle beide zögern, gibt sich keiner der beiden die geplanten Geschenke. Miss Jenn fragt Kourtney, ob sie die Rolle der Taylor übernehmen wird, da Gina weggezogen ist. Als Gina zur Premiere erscheint, bietet Kourtney ihr ihre Rolle als Taylor für den Song „Stick to the Status Quo“ an. Nini ist aufgeregt, als Kourtney ihr erzählte, dass sie die Dekanin der Performing Art School eingeladen hat. Jedoch wird Nini vor lauter Aufregung entmutigt weiterhin zuspielen. Ricky ist glücklich, da seine Eltern zur Premiere kamen. Als er jedoch Lynn mit ihrem neuen Freund im Publikum sah, wurde während seiner Performance zu „Get’cha Head in the Game“ verunsichert. Daraufhin wird E. J. von Ricky gebeten, im zweiten Akt seine Rolle als Troy zu übernehmen. |           |                                 |                                                  |                          |                                                 |                                      |                           |
| 10 | 10        | Zweiter Akt                     | Act Two                                          | 10. Jan. 2020            | 22. Mai 2020                                    | Kabir Akhtar                         | Tim Federle               |
| E. J. beginnt die Rolle des Troy im zweiten Akt zu spielen. Währenddessen konfrontiert Ricky seine Mutter damit, dass sie ihren neuen Partner Todd zur Show mitgebracht hat. Gina kann Ricky dazu ermutigen, sich wenigstens den Rest der Aufführung anzusehen. Kurze Zeit später tritt E. J. während „Breaking Free“ von seiner Rolle zurück, damit Nini und Ricky die Aufführung gemeinsam beenden können. Gina bedankt sich bei E. J. für das Flugticket, welches ihr die Rückkehr ermöglicht hat. Mr. Mazzara ist begeistert von Big Reds technischen Fähigkeiten und lädt ihn ein, dem Robotik-Club beizutreten. Nini ist verärgert, als die Dekanin der Performing Art School mitten in der Aufführung geht. Nach der Aufführung tröstet Ricky Nini, bevor er ihr seine Liebe erklärt und die beiden sich küssen. Dabei gibt Ricky zu, dass er anfangs Angst hatte, seine Gefühle zu zeigen. Ashlyn erhält einen Blumenstrauß von Big Red und später küssen sich die beiden. Direktor Gutierrez stellt Miss Jenn und Mr. Mazzara zur Rede, da er weiß, dass sie den Brand in der Schule verursacht haben. Nini ist überrascht, als die Dekanin nach der Aufführung zurückkehrt. Sie beglückwünscht Nini zu ihrem Auftritt und bietet ihr einen Platz an der Performing Art School an, der in einem Monat beginnen soll. |           |                                 |                                                  |                          |                                                 |                                      |                           |

### Staffel 2
| Nr. (ges.) | Nr. (St.) | Deutscher Titel      | Originaltitel      | Erstveröffentlichung USA | Deutschsprachige Erstveröffentlichung (Disney+) | Regie                              | Drehbuch                  |
| --- | --------- | -------------------- | ------------------ | ------------------------ | ----------------------------------------------- | ---------------------------------- | ------------------------- |
| 11 | 1         | Silvester            | New Year’s Eve     | 14. Mai 2021             | 14. Mai 2021                                    | Kimberly McCullough                | Tim Federle               |
| Die Theaterschüler der East High feiern den Beginn der Weihnachtsferien mit einer Aufführung von „Something in the Air“ in den Gängen der Schule. Miss Jenn beaufsichtigt den Umbau der Schultheaterbühne und plant gleichzeitig die nächste Produktion: High School Musical 2. Allerdings trifft sie auf ihren Highschool-Freund und ehemaligen Bühnenrivalen Zack Roy, der an die rivalisierende North High zurückgekehrt ist. Dort leitet er die Theatergruppe und möchte mit der Inszenierung von „Die kleine Meerjungfrau“ den „Alan Menken Award“ für Highschool-Theaterproduktionen gewinnen. Eingeschüchtert beschließt Miss Jenn, das Frühlingsmusical der East High auf „Die Schöne und das Biest“ zu ändern, um gegen die Rivalen anzutreten. Während einer Silvesterparty in Ashlyns Haus verkündet sie die Änderung und verrät, dass sie die Gruppe für den Wettbewerb angemeldet hat. Währenddessen kämpft Ricky mit der Nachricht, dass sein Vater in ein kleineres Haus umziehen wird. Nachdem Nini Ricky die Nachricht über ihre Aufnahme an der YAC verheimlicht hat, erklärt sie ihm plötzlich, dass sie nach Denver ziehen wird. |           |                      |                    |                          |                                                 |                                    |                           |
| 12 | 2         | Casting              | Typecasting        | 21. Mai 2021             | 21. Mai 2021                                    | Kimberly McCullough                | Ann Kim                   |
| Die Schüler bereiten sich auf das Vorsprechen für das neue Musical mit dem Lied „Belle“ vor. Ricky zögert aufgrund von Ninis plötzlichem Weggang an der Produktion teilzunehmen. Obwohl er verspätet und schlecht vorbereitet doch noch erscheint, gibt ihm Miss Jenn die Hauptrolle des Biests. Ashlyn findet sich mit der Annahme ab, dass sie aufgrund ihrer früheren Rolle typisiert wird, ist aber überrascht, dass sie die Rolle der Belle gewonnen hat. Zwei Wochen nach ihrer Abreise beginnt Nini, sich an der YAC in Denver isoliert zu fühlen. Sie versucht, eine klassische Schauspielszene mit zeitgenössischer Sprache zu beleben, aber ihre Lehrer sind unbeeindruckt und ermahnen sie, die strengen Richtlinien der Schule zu befolgen. An der East High hingegen versucht die neue Schülerin Lily, sich mit den Schauspielern anzufreunden. Aber die Schüler sind von ihrem unfreundlichen und überheblichen Verhalten während des Vorsprechens beleidigt. Auch Miss Jenn lehnt es ab, Lily eine Rolle in der Show anzubieten. |           |                      |                    |                          |                                                 |                                    |                           |
| 13 | 3         | Valentinstag         | Valentine’s Day    | 28. Mai 2021             | 28. Mai 2021                                    | Paul Hoen                          | Zach Dodes                |
| Nini reist kurz nach Hause nach Salt Lake, um Ricky zum Valentinstag zu überraschen. Dabei weiß sie nicht, dass er nach Denver gereist ist, um sie ebenfalls zu überraschen. Später kehrt er zurück und die beiden bleiben über Telefonanrufe in Kontakt. Allerdings gelingt es ihnen nicht, während Ninis Besuch einen Termin zu finden, um sich persönlich zu sehen. Gina beginnt, ihr traditionelles Valentinstagsgeschenk von ihrer abwesenden Mutter zu vermissen, und findet Trost im Gespräch mit Ricky. Kourtney beginnt als stellvertretende Managerin in Big Reds Familienpizzeria zu arbeiten und kämpft darum, sich den Respekt des langjährigen Mitarbeiters Howie zu verdienen. Die Proben für „Die Schöne und das Biest“ beginnen und Ashlyn macht sich Sorgen, dass sie nicht zu dem bekannten Aussehen von Belle passt. Big Red beruhigt sie und plant für sie eine spektakuläre Überraschung für die Feiertage. Auch Carlos und Seb feiern ihren ersten gemeinsamen Valentinstag. Lily verrät Miss Jenn, dass sie an die North High wechseln wird, um in deren Musical mitzuwirken. |           |                      |                    |                          |                                                 |                                    |                           |
| 14 | 4         | Der Sturm            | The Storm          | 4. Juni 2021             | 4. Juni 2021                                    | Paul Hoen                          | Ritza Bloom               |
| Während eines schweren Sturms, der einen Stromausfall in der Schule verursacht, sind die Schüler gezwungen, in der East High Schutz zu suchen. Die Proben gehen weiter und Carlos und Gina streiten sich darüber, wer „Be Our Guest“ am besten choreografieren kann. Schließlich stellen sie ihre Gemeinsamkeiten fest und einigen sich auf einen Kompromiss. Nini kehrt zur East High zurück, um sich von der Theater-Gruppe zu verabschieden und erfährt, dass E. J. von der Duke University abgelehnt wurde. Mr. Mazzara tröstet E. J., indem er ihm die Geschichte über seine Ablehnung am CalTech erzählt. Miss Jenn bietet Nini an, sie zur Bushaltestelle zu fahren, aber die beiden bleiben im Schneesturm stecken. Nini gesteht Miss Jenn, dass ihre Zeit an der YAC nicht gerade ideal war. Miss Jenn versichert Nini, dass sich Träume ändern können, da auch sie den Traum vom Broadway für das Unterrichten aufgegeben hat. Nini verabschiedet sich an der Bushaltestelle von Ricky und ringt mit sich, wieder zu gehen. Sie singt währenddessen das Lied „Granted“. Miss Jenn ist angenehm überrascht, als Nini bei ihr wieder auftaucht und sagt, dass sie doch wieder dauerhaft an die East High zurückkehren wird. |           |                      |                    |                          |                                                 |                                    |                           |
| 15 | 5         | Quinceañero          | The Quinceañero    | 11. Juni 2021            | 11. Juni 2021                                   | Kimberly McCullough                | Emilia Serrano            |
| Um Carlos’ 16. Geburtstag zu feiern, veranstalten die Schüler für ihn eine Überraschungsparty, welche er nie hatte. Rickys Vater Mike erklärt sich bereit, die Party an der Seite von Miss Jenn zu begleiten. Seine Zuneigung zu ihr wird immer stärker. Dies führt zu einem peinlichen Streit mit Mr. Mazzara, der ebenfalls anwesend ist und sich immer mehr in Miss Jenn verliebt. Mr. Mazzara steht E. J. als Mentor zur Seite, während die beiden das audiovisuelle Setup des Abends verwalten. Seb singt „The Climb“ für Carlos, und Gina führt einen Tanz zu „A Dancer’s Heart“ auf, um ihm zu zeigen, wie inspirierend er ist. Später ruft sie ihre Mutter an, um ihr mitzuteilen, dass sie bereit ist, nach Hause zurückzukehren. Nini ist an die East High zurückgekehrt und beobachtet, wie der Rest der Besetzung für die Show probt. Ricky versucht, Miss Jenn davon zu überzeugen, ihr eine Rolle im Musical zu geben. Dabei hofft Nini eher, ihren Traum vom Songwriting fortsetzen zu können, um ihre Karriere voranzutreiben. Als die North High plötzlich ihre Aufführung ebenfalls auf „Die Schöne und das Biest“ ändert, um die Rivalität anzuheizen, entwickelt Miss Jenn verzweifelt eine innovative Idee, um Nini die Rückkehr auf die Bühne zu ermöglichen. |           |                      |                    |                          |                                                 |                                    |                           |
| 16 | 6         | JA, UND              | Yes, And…          | 18. Juni 2021            | 18. Juni 2021                                   | Kimberly McCullough                | Ilana Wolpert             |
| Die North High veröffentlicht ein Video, um für ihre Aufführung zu werben. Das inspiriert Miss Jenn dazu, ein Wochenende mit Improvisationsaktivitäten zu veranstalten, um den Zusammenhalt des Teams und die Charakterstudie zu fördern. Darüber hinaus kreiert sie eine neue Rolle für Nini, die es ihr ermöglicht, an „Die Schöne und das Biest“ teilzunehmen. Nini soll eine personifizierte Version der verzauberten Rose darstellen und schreibt „The Rose Song“ exklusiv für die Aufführung der East High. Carlos filmt Nini beim Singen des Liedes, um es ohne ihr Wissen online zu stellen. Nini hilft Kourtney, den Mut zu finden, sich ihre Gefühle für ihren Kollegen Howie einzugestehen, was dieser erwidert. Ricky hat das Gefühl, dass seine Beziehung zu Nini in die Brüche geht und dass sich die Dinge um ihn herum zu sehr verändern. Er äußert sein Unbehagen über das erste Date seines Vaters mit Miss Jenn. Die beiden beenden daher den Kontakt und weitere Treffen. Entgegen ihrem Wunsch ist Gina gezwungen, an der East High zu bleiben, was dazu führt, dass sie sich ihren Freunden gegenüber distanziert fühlt. Es stellt sich heraus, dass Gina nach dem Musical im letzten Semester Ricky gegenüber zugegeben hat, dass sie Gefühle für ihn entwickelt hat. Nun ist Gina verwirrt und beginnt, ihre Gefühle zu hinterfragen.                                                                        |           |                      |                    |                          |                                                 |                                    |                           |
| 17 | 7         | Der Ausflug          | The Field Trip     | 25. Juni 2021            | 25. Juni 2021                                   | Paul Hoen                          | Carrie Rosen              |
| Nachdem E. J. und Gina gemeinsam die morgendliche Nachrichtensendung der East High moderieren, festigt sich ihre Beziehung. Kourtney zeigt den Darstellern die fertigen Kostüme. Dabei vermuten die Schüler, dass jemand von der North High die Maske des Biests gestohlen hat. Deshalb infiltrieren sie die Schauspielabteilung ihrer Gegenschule, um das wichtige Kostümteil wiederzubeschaffen. Sie werden von Lily erwischt und zu einem Tanzwettbewerb zu „The Mob Song“ herausgefordert. Die Aufführung gipfelt darin, dass Kourtney herausfindet, dass Howie ein Schüler der North High ist und dort die Bestie spielen wird. Sie fühlt sich daraufhin verraten. In der Zwischenzeit besucht Miss Jenn Zack und versucht, einen Waffenstillstand zwischen den Schulen zu schließen. Es geht bei dem Treffen auch um ihre Vergangenheit, weshalb sie zu „Around You“ tanzen. Doch dann findet sie heraus, dass er die Maske gestohlen hat. Ninis Darbietung von „The Rose Song“ wird im Internet bekannt und Ricky fühlt sich von Ninis erfolgreichem Moment ausgeschlossen. Lily beeinflusst Ricky so, dass er Nini mit seiner Besorgnis über den Text konfrontiert. Dort deutete sie darauf hin, dass sie sich in ihrer Beziehung zu ihm eingeengt fühlt. Nini fühlt sich nicht unterstützt und eröffnet einen neuen Social-Media-Account, um ihre Musik mit anderen zu teilen, wobei sie ihren wahren Namen, Nina, annimmt. |           |                      |                    |                          |                                                 |                                    |                           |
| 18 | 8         | Höchstwahrscheinlich | Most Likely To     | 2. Juli 2021             | 2. Juli 2021                                    | Paul Hoen                          | Nneka Gerstle             |
| E. J. und Big Red proben die „Gaston“-Musicalnummer. Doch dann wird den Schülern mitgeteilt, dass die Proben zur Strafe für unbefugtes Betreten der North High für eine Woche ausgesetzt werden müssen. E. J.s Vater hält eine Rede beim Career Day und verrät, dass er E. J. geholfen hat, einen Platz an der Duke zu bekommen. Allerdings nimmt E. J. die Stelle nicht an, da er der Meinung ist, dass er sie nicht wirklich verdient hat. Er und Gina kommen sich näher, während sie über seine Entscheidung und ihre Wünsche für die Zukunft sprechen. Big Reds Eignungstest weist ihn als geeignet für das Gastgewerbe aus. Er ist verärgert, dass Ashlyn diesen Wunsch anfangs nicht unterstützt, sie versöhnen sich aber später. Kourtney ist verärgert, dass Howie seine Rolle im Musical der North High vor ihr geheim gehalten hat. Howie reagiert darauf, indem er „If I Can’t Love Her“ singt. Mr. Mazzara und Miss Jenn freunden sich an, während er ihr hilft, ein Vorsprechen für eine Fernsehwerbung zu filmen. Während Ninis Musik-Account weiter an Popularität gewinnt, ist Ricky zunehmend verärgert darüber, dass die beiden nicht miteinander sprechen. Sie streiten darüber, dass Ricky Ninis Ambitionen nicht versteht. Die beiden trennen sich, als sie merken, dass sie sich gegenseitig aufhalten. |           |                      |                    |                          |                                                 |                                    |                           |
| 19 | 9         | Spring Break         | Spring Break       | 9. Juli 2021             | 9. Juli 2021                                    | Brent Geisler                      | Natalia Castells-Esquivel |
| Während der Frühjahrsferien hält Miss Jenn per Videoanruf Kontakt zu den Theaterschülern. Sie ermutigt sie, sich auf das Musical zu konzentrieren. Schließlich plant die North High ein Video online zu stellen, das die East High verleumdet. Nini und Ashlyn schreiben den neuen Song „You Ain’t Seen Nothin'“. Big Red schneidet zu diesem Lied aus Videoaufnahmen der Schüler ein Video zusammen. Ricky verbringt währenddessen nach der Trennung von Nini einige Zeit bei seiner Mutter in Chicago. Seine Mutter hilft ihm, seine Gefühle zu verarbeiten und mit der Situation fertig zu werden. Sie erinnert ihn daran, dass sowohl er als auch Nini sich verändert haben und schlägt ihm vor, Nini loszulassen, um nach vorne zu schauen. Dies veranlasst Ricky, den Song „Let You Go“ zu schreiben, in dem er diese Gefühle verarbeitet. Während Gina auf ihren Flug nach Louisiana wartet, verspätet sich der Flug und sie sitzt am Flughafen fest. Dort freundet sie sich mit Jack an und die beiden lernen sich näher kennen. Jack ermutigt Gina, ihre Gefühle nicht länger zu verbergen und sich für eine Beziehung zu öffnen. Der Flug wird gestrichen und noch bevor sie den Flughafen verlässt, wird Gina von E. J. begrüßt, während sie über ihre Gefühle nachdenkt. |           |                      |                    |                          |                                                 |                                    |                           |
| 20 | 10        | Die Verwandlung      | The Transformation | 16. Juli 2021            | 16. Juli 2021                                   | Joanna Kerns                       | Jessica Leventhal         |
| Zwei Wochen vor der Premiere erweisen sich die Proben für die Verwandlungsszene der Bestie als schwierig. Miss Jenn entdeckt, dass die North High die technischen Spezifikationen für das Bühnenbild der ursprünglichen Broadway-Produktion erworben hat. Dies inspiriert sie dazu, ihre Pläne für die Szene zu überdenken. Die Theaterschüler schließen sich zusammen, um einen neuen Plan für die Umgestaltung zu entwerfen. Währenddessen fühlt sich Seb in seiner Beziehung unsicher, nachdem Carlos aus dem Urlaub zurückgekehrt ist. Ricky hilft Carlos, den Song „In a Heartbeat“ für Seb zu schreiben und aufzuführen, um seine Gefühle anzusprechen und ihre Beziehung zu festigen. Gina und E. J. verabreden sich zu einem Date. Nachdem Kourtney die technischen Pläne von Howie erhalten hat, hängen sie Drähte und Seile bei der Bühne auf. Mit diesen soll Ricky in die Luft schweben, wenn sich die Bestie in einen Menschen verwandelt. Während des Probedurchlaufs der Verwandlungsszene reißt das Seil, so dass Ricky auf den Boden fällt. |           |                      |                    |                          |                                                 |                                    |                           |
| 21 | 11        | Showtime             | Showtime           | 23. Juli 2021            | 23. Juli 2021                                   | Joanna Kerns                       | Zach Dodes                |
| Am Premierenabend der Aufführung bereiten sich Ricky und Ashlyn mit verletzten Handgelenken auf ihren Auftritt vor, während Nini Glückwünsche für die Darsteller verteilt. Ein Vertreter des Theaterwettbewerbs ist anwesend, um die Aufführung zu beurteilen, was Miss Jenn in Stress versetzt. Während der Aufführung von „Be Our Guest“ weist Miss Jenn die Crew an, den Juror ins Rampenlicht zu stellen. Später führen die Darsteller „Something There“ auf. Carlos und Big Red leiden unter Lampenfieber. Kourtney wird von Howie hinter der Bühne begrüßt, der seltsam ängstlich ist. Gina und E. J. planen ihr erstes Date für nach der Aufführung. Ginas älterer Bruder Jamie besucht die Aufführung und gratuliert ihr hinter der Bühne. Er erzählt E. J. versehentlich, dass E. J. für Gina die Rolle des „älteren Bruders“ übernimmt, was ihn verwirrt und enttäuscht zurücklässt. Lily nähert sich Ricky hinter der Bühne und die beiden kommen sich näher, was ihn dazu bringt, eine Freundschaft mit ihr in Betracht zu ziehen. Kurz vor der Verwandlungsszene geht Rickys Gurt für das Rigging-System verloren, ohne den er nicht in die Luft fliegen kann. Die Schüler kehren mit einem alternativen Plan auf die Bühne zurück, während Lily mit dem gestohlenen Gurt im Publikum sitzt. |           |                      |                    |                          |                                                 |                                    |                           |
| 22 | 12        | Zweite Chancen       | Second Chances     | 30. Juli 2021            | 30. Juli 2021                                   | Kimberly McCullough & Joanna Kerns | Zach Dodes & Tim Federle  |
| Nach der Aufführung überrascht Big Red Ashlyn mit einem Geschenk: Ein Schild mit ihrem Namen in Leuchtschrift. Beeindruckt von ihrer Darbietung geht Howie auf Kourtney zu und die beiden beschließen, ihre Beziehung wieder aufzunehmen. Nini und Ricky versöhnen ihre Freundschaft, indem sie sich gegenseitig ihre Glückwunschkarten vorlesen. Miss Jenn macht sich Hoffnungen auf einen Erfolg beim Theaterwettbewerb, bevor die Schüler beschließen, dass sie das Ergebnis ihrer Aufführung nicht erfahren möchten. Schließlich beschließen sie, auf ihre Teilnahme am Wettbewerb zu verzichten. Gina sorgt dafür, dass Nini Kontakt zu Jamie aufnimmt, um ihre Musikkarriere in Gang zu bringen. Entmutigt durch Jamies Kommentare sagt E. J. seine Verabredung mit Gina ab. Mr. Mazzara erhält auf Empfehlung von E. J.s Vater einen Platz im Robotik-Programm am Caltech. Ricky gibt Miss Jenn seinen Segen, eine Beziehung mit seinem Vater einzugehen, bevor auch Mr. Mazzara ihr seine Gefühle für sie gesteht. Ricky beschließt, Lily eine zweite Chance zu geben und wendet sich an sie. Ashlyn stellt das Missverständnis richtig und Gina und E. J. machen sich doch noch auf den Weg zu ihrem ersten Kuss. |           |                      |                    |                          |                                                 |                                    |                           |

### Staffel 3
| Nr. (ges.) | Nr. (St.) | Deutscher Titel     | Originaltitel                    | Erstveröffentlichung USA | Deutschsprachige Erstveröffentlichung (Disney+) | Regie               | Drehbuch                  |
| --- | --------- | ------------------- | -------------------------------- | ------------------------ | ----------------------------------------------- | ------------------- | ------------------------- |
| 23 | 1         | Das Sommer-Camp     | Happy Campers                    | 27. Juli 2022            | 27. Juli 2022                                   | Kimberly McCullough | Zach Dodes                |
| Gina, E. J., Ashlyn, Kourtney und Carlos kommen in Kalifornien an, um im Sommer zwei Wochen lang das Camp Shallow Lake zu besuchen. Während der Autofahrt dorthin singen sie ein Mashup aus „What Time Is It“ und „Start the Party“. Sie sind gespannt auf den geheimnisvollen Prominenten, der dort zu Gast sein wird. Die Freunde lernen Maddox, eine Betreuerin in Ausbildung und Jet, einen mysteriösen Neuankömmling im Camp, kennen. Gina und E. J. sind ein Paar und Gina hat Ambitionen, für die Hauptrolle im Camp-Musical vorzusprechen, welches sich als Die Eiskönigin entpuppt. Am Abend singen die Camp-Teilnehmer „Shallow Lake“. Anschließend taucht Corbin Bleu als prominenter Gast im Camp auf und kündigt an, die Proben für eine Dokumentarserie zu filmen, die er moderieren wird. Als Camp-Direktor Dewey Wood feststellt, dass Corbin nicht der Regisseur des Musicals sein wird, rekrutiert er E. J., um die Rolle zu übernehmen. Ricky hat zuvor Zeit mit Lily verbracht, aber nachdem er das gestohlene Geschirr in ihrem Besitz entdeckt hat, lehnt er den Ausflug mit ihrer Familie ab. Er beschließt, mit seinen Freunden am Camp teilzunehmen und singt „Finally Free“. In der Zwischenzeit trifft sich Nini mit Miss Jenn, um sich für ihr Songwriting inspirieren zu lassen. Anschließend begibt sie sich mit ihren Müttern auf einen Roadtrip nach Südkalifornien. |           |                     |                                  |                          |                                                 |                     |                           |
| 24 | 2         | Wo noch niemand war | Into the Unknown                 | 3. Aug. 2022             | 3. Aug. 2022                                    | Kimberly McCullough | Ilana Wolpert             |
| Gina will sich einen Namen machen, aber Kourtney und Ashlyn befürchten, dass sie wieder zu ihrer selbstgefälligen Art zurückgekehrt ist. Gina widerspricht dem und singt „Balance“. Die Mädchen diskutieren auch über ihre ersten Eindrücke von Maddox und haben das Gefühl, dass mehr in ihr steckt, als sie wissen. Gina versucht, sich an Rickys Ankunft im Camp zu gewöhnen und die beiden beschließen, einen Neuanfang in ihrer Freundschaft zu wagen. Gina wird auch eifersüchtig auf E. J.s Freundschaft mit Val, einer ehemaligen Mitbewohnerin, die die Choreografin des Musicals wird. Val übernimmt E. J.s Aufgabe des Castings, während er sich mit seiner neuen Verantwortung auseinandersetzt. Beim Casting wird ein Mashup aus „For the First Time in Forever“ und „Do You Want to Build a Snowman“ gesungen. Ricky kann Jet etwas zum Reden bringen und erfährt, dass er nicht mehr singt; Jet singt jedoch später beim Vorsingen „For the First Time in Forever“ und hinterlässt einen bleibenden Eindruck. Carlos wirft heimlich einen Blick auf die Besetzungsliste und ist schockiert. In der Zwischenzeit arrangieren Ninis Mütter für sie ein Treffen mit ihrem Familienfreund Marvin, von dem sie erfährt, dass er ihr biologischer Vater ist. Nini erfährt, dass ihre Mutter und Marvin in ihrer Jugend als Band einen Hit hatten. Dies inspiriert Nini dazu, „You Never Know“ zu singen. |           |                     |                                  |                          |                                                 |                     |                           |
| 25 | 3         | Die Frau im Wald    | The Woman in the Woods           | 10. Aug. 2022            | 10. Aug. 2022                                   | Angela Tortu        | Natalia Castells-Esquivel |
| Die Besetzungsliste von Die Eiskönigin wird ausgehängt, auf der die Hauptrollen von Gina als Anna, Kourtney als Elsa und Ricky als Kristoff zu sehen sind. E. J. ist schockiert, als er erfährt, dass Val ihn zusätzlich zu seiner Rolle als Regisseur auch noch als das Rentier Sven besetzt hat. Er findet seine Pflichten als Regisseur sehr anstrengend und beginnt deshalb, sich etwas von seinen Freunden zu entfernen, um mehr Zeit zu haben. Maddox nimmt die Gruppe auf einen traditionellen Campingausflug mit, um die neuen Teilnehmer einzuweihen. E. J. singt das Lagerfeuerlied „Ballad of Susan Fine“ und Maddox erzählt eine Gespenstergeschichte. Sie hat aber Mühe, die Aufmerksamkeit der anderen zu gewinnen. Maddox und Jet haben einen Streit, bei dem sich herausstellt, dass sie Geschwister sind. Während einer Expedition zur Erforschung der Camp-Legende kommen sich Ricky und Gina etwas näher. Ashlyn findet sich damit ab, dass sie nicht die Hauptrolle, sondern ein Ensemble-Mitglied ist. Sie beginnt, ihre Identität zu hinterfragen und schreibt einen Song mit dem Titel „Rising“. |           |                     |                                  |                          |                                                 |                     |                           |
| 26 | 4         | Kein Drama          | No Drama                         | 17. Aug. 2022            | 17. Aug. 2022                                   | Angela Tortu        | Nneka Gerstle             |
| Zur Begrüßung von Corbin Bleu singen die Camp-Teilnehmer „Fabulous“. Nach ihrem Auftritt stellt sich allerdings heraus, dass Bleu noch gar nicht da ist. E. J. versucht sicherzustellen, dass Corbin Bleus neuester Besuch nicht zu einem Drama führt, während die Crew beginnt, den Probenprozess zu filmen. Die erste Leseprobe findet statt und der Kameramann Channing überredet Corbin, für die Dokumentation ein Drama zwischen den Campern zu schaffen. Jet verschwindet auf einmal, kehrt aber später nach den Proben wieder zurück. Val ermutigt ihn zu beweisen, dass er unersetzlich ist. Das Dokumentarfilmteam arrangiert eine Aufführung von „Love Is an Open Door“. Während Ricky unbedingt mit Gina singen möchte, springt E. J. für die Rolle des Hans ein. Ginas Mutter ruft an, um mitzuteilen, dass sie zurück nach Salt Lake City zieht. E. J. erhält wiederum einen Brief von seinem Vater, der plant, dass E. J. eine Schule in St. Louis besuchen soll. Er vertraut Val den Brief an, nachdem er bemerkt, dass sich Ricky und Gina näher kommen. Das Filmteam beschließt, diese Spannung als Schwerpunkt des Dokumentarfilms zu verfolgen. E. J. erklärt sich bereit, für Corbin ein Drama zu veranstalten. Er beginnt damit, ein Zerwürfnis zwischen Gina und Val im Zusammenhang mit dem Brief zu verursachen. Währenddessen ruft Kourtney ihre Mutter an, um über ihre Ängste zu sprechen. |           |                     |                                  |                          |                                                 |                     |                           |
| 27 | 5         | Die Reality-Show    | The Real Campers of Shallow Lake | 24. Aug. 2022            | 24. Aug. 2022                                   | Ann Marie Pace      | Jessica Leventhal         |
| Die Camper beginnen, die Dramatik ihrer Produktion zu steigern und die Attraktivität der Dokumentation für Corbin zu erhöhen, in dem sie Rollen im Sinne einer Reality-TV-Sendung spielen. Carlos leitet die Gruppe bei Improvisationsübungen an, um einen fiktiven Konflikt zwischen den Darstellern zu inszenieren. Kameramann Channing fängt jedoch Ginas echte Emotionen und Sorgen über E. J.s Freundschaft mit Val ein. Alex und Emmy proben „A Little Bit of You“, gefolgt von Gina und Ricky, die „What Do You Know About Love?“ singen, wobei die Darsteller in der Zwischenzeit falsche Meinungsverschiedenheiten vortäuschen. Weitere Darsteller bemerken die emotionale Verbindung zwischen Gina und Ricky, während Gina E. J. damit konfrontiert, dass er seinen Umzug nach St. Louis vor ihr geheim hält. Channing ist zufrieden mit dem, was er gefilmt hat, aber das fiktive Drama geht über die Proben hinaus und wird real; die Gruppe erfährt schließlich, dass Maddox und Jet Geschwister sind. Maddox spricht mit Ashlyn über die romantischen Gefühle, die sie für Val vermutet und Kourtney wird sich ihrer Ängste bewusst. Ricky gesteht Carlos seine Gefühle für Gina, aber das wird von der Kamera aufgezeichnet. Jet singt „Right Place“ und E. J. tätigt einen Telefonanruf. |           |                     |                                  |                          |                                                 |                     |                           |
| 28 | 6         | Farben-Schlacht     | Color War                        | 31. Aug. 2022            | 31. Aug. 2022                                   | Christine Lakin     | Chandler Turk             |
| Eine Farben-Schlacht beginnt und die Camper werden in zwei Teams aufgeteilt. Im blauen Team treten E. J., Ricky, Ashlyn und Gina gegen das gelbe Team mit Maddox, Kourtney, Carlos und Jet an. Den ganzen Tag über nehmen die Camper an sportlichen Spielen und Wettbewerben teil. Kortney kämpft mit ihrer Höhenangst und Gina mit dem Problem, dass sie schlecht in Sport ist. Nachdem sie von einem Ball getroffen bewusstlos umfällt, zeigt Bleu ihr in dem Lied „Different Way to Dance“, dass Basketballspielen nicht schwer ist. E. J.s Anruf führt dazu, dass Miss Jenn im Camp eintrifft, um ihm Tipps für die Inszenierung von Die Eiskönigin zu geben. Ashlyn zweifelt weiter an ihren Gefühlen und sucht Rat bei Miss Jenn, später gesteht sie sich ihre Gefühle für Val ein. E. J. kämpft darum, seine Beziehung zu Gina aufrechtzuerhalten, während Ricky sich weiterhin sehr gut mit ihr versteht. Ricky hilft Gina dabei, E. J. einen romantischen Antrag für die anstehende Prom zu machen, aber er lehnt ihr Angebot aufgrund von bestehenden Traditionen im Camp ab. Der Tag endet mit einer Gesangsdarbietung von „It’s On“, mit der das gelbe Team den Wettbewerb gewinnt. Daraufhin reden Maddox und Jet, welcher sich für Maddox bei den Wettkämpfen extra angestrengt hat, wieder und fangen an, ihren Konflikt zu lösen. Ricky beschließt Jet zu helfen, indem er einen Plan schmiedet, um Maddox wieder mit ihrer Freundin Madison zusammenzubringen, mit der sie beim Abschlussball des Camps im Vorjahr Schluss gemacht hat. |           |                     |                                  |                          |                                                 |                     |                           |
| 29 | 7         | Camp-Ball           | Camp Prom                        | 7. Sep. 2022             | 7. Sep. 2022                                    | Kimberly McCullough | Zach Dodes                |
| Die Vorbereitungen für den Abschlussball des Camps beginnen. Ashlyn bestätigt, dass sie definitiv Gefühle für Val hat und Carlos heißt sie in der LGBT-Gemeinschaft willkommen. Seb kommt im Camp an, um mit Carlos daran teilzunehmen. Als Teil von Jets Plan trifft auch Madison ein und entschuldigt sich für die Trennung von Maddox. Maddox und Jet singen auf dem Abschlussball „Wouldn’t Change a Thing“ und lösen ihren Konflikt. Maddox und Madison beschließen ihre Beziehung wieder aufzunehmen, aber Maddox beginnt Ashlyn in einem neuen Licht zu sehen. E. J.s Vorbereitungen für die Produktion am nächsten Tag verhindern, dass er mit Gina tanzen kann, was sie enttäuscht zurücklässt. Gina beschließt, mit ihm Schluss zu machen, weil seine Ablenkungen und vagen Zukunftsplanungen ihre Differenzen deutlich gemacht haben. Ricky befürchtet, dass die Aufnahmen, auf denen er seine Gefühle für Gina gesteht, bald veröffentlicht werden. Daher will er es vorher Gina persönlich sagen, lässt es bei dem zweiten Versuch aber doch sein. Am Abend vor der Aufführung wird Kourtney immer nervöser; sie singt „Here I Come“ und schöpft Kraft, um weiterzumachen und ihre Kräfte zu überwinden. E. J. bereitet sich auf die Premiere der Show und Corbins Rückkehr vor, bei der vermutet wird, dass große Unruhe gestiftet wird. |           |                     |                                  |                          |                                                 |                     |                           |
| 30 | 8         | Lass jetzt los      | Let It Go                        | 14. Sep. 2022            | 14. Sep. 2022                                   | Kimberly McCullough | Tim Federle               |
| Ricky hat am Tag der Premiere Geburtstag. Big Red, Miss Jenn und Nini kommen, um sich die Aufführung anzusehen. Nini erzählt Miss Jenn, dass sie für immer nach Kalifornien ziehen wird. Maddox fragt Ashlyn, ob sie vorhat, Big Red von ihren neuen Vorlieben zu erzählen, bevor Big Red seine Gefühle für sie bekräftigt. Emmy singt „This Is Me“ und schöpft dabei Selbstvertrauen für die Aufführung. Die Aufführung beginnt und wird live auf Disney Plus im Internet übertragen. Carlos sing „In Summer“ und Alex hilft Kourtney, ihre Ängste in den Griff zu bekommen, bevor sie „Let It Go“ aufführt. Channing erhofft sich währenddessen, die Premiere zu sabotieren und somit in die Trends zu kommen, um Werbung für die kommende Dokumentation zu machen. Ricky singt „Kristoff Lullaby“ und Corbin weist Channing zurück und besteht darauf, dass die Dreharbeiten abgeschlossen sind. Nach der Show singt Corbin mit der Besetzung „Everyday“. Einen Monat später, bei der Premiere des Dokumentarfilms, sind die Camper schockiert darüber, wie sie auf dem Bildschirm dargestellt wurden. Ashlyn erfährt, dass Big Red bisexuell ist. Gina und Ricky offenbaren sich ihre Gefühle füreinander und küssen sich. |           |                     |                                  |                          |                                                 |                     |                           |

### Staffel 4
| Nr. (ges.) | Nr. (St.) | Deutscher Titel         | Originaltitel         | Erstveröffentlichung USA | Deutschsprachige Erstveröffentlichung (Disney+) | Regie               | Drehbuch                  |
| --- | --------- | ----------------------- | --------------------- | ------------------------ | ----------------------------------------------- | ------------------- | ------------------------- |
| 31 | 1         | Alte und neue Gesichter | High School Musical 4 | 9. Aug. 2023             | 9. Aug. 2023                                    | Hisham Abed         | Tim Federle               |
| Nachdem Gina ihre Beziehung mit E. J. beendet hat, wird sie von ihrer Mutter angefleht, sich während ihres Abschlussjahres auf ihr Studium zu konzentrieren. Ricky bereitet sich darauf vor, sein letztes Schuljahr an der East High mit Gina als seiner neuen Freundin zu beginnen, aber sie bittet ihn, ihre Beziehung geheim zu halten. Miss Jenn kündigt an, dass ihre Musical-Produktion eine Adaption von High School Musical 3: Senior Year sein wird. Emmy plant für das Stück vorzusprechen, nachdem sie sich als Studienanfängerin an der East High eingeschrieben hat. Bart Johnson kommt an die East High, um zu verkünden, dass High School Musical 4: The Reunion an der Schule gedreht wird. Mack und Dani stellen sich als die beiden jugendlichen Stars des Films vor. Corbin Bleu entschuldigt sich für seine Beteiligung an der Eiskönigin-Dokumentation aus dem Camp und bietet den Schauspielschülern zusammen mit Lucas Grabeel und Monique Coleman Rollen als Statisten im neuen Film an. Miss Jenn gerät mit Quinn, dem Regisseur des Films, aneinander und macht sich Sorgen um die Zukunft ihrer Produktion. Kourtney freundet sich mit Dani an, die von Kourtney verlangt, dass sie ihr detaillierte Informationen über Ricky liefert. Währenddessen hat Gina eine unfreundliche Begegnung mit Mack, der ihr kurze Zeit später jedoch unerwartet in den sozialen Medien folgt. |           |                         |                       |                          |                                                 |                     |                           |
| 32 | 2         | Hollywood ruft, Baby    | HSM vs. HSM           | 9. Aug. 2023             | 9. Aug. 2023                                    | Kimberly McCullough | Ilana Wolpert             |
| Die Theaterschüler nehmen an ihrer ersten Tanzprobe für High School Musical 4: The Reunion teil, die von Krystal, der Choreografin des Films, geleitet wird. Emmy wird gefeuert, weil sie etwas Unbequemes gefragt hat. Miss Jenn erfährt, dass die Aula durch die Proben für den Film belegt ist. Deshalb leitet sie das Vorsprechen für die High School Musical 3: Senior Year-Produktion stattdessen im Theaterraum. Carlos gibt seine Aufgaben als Regieassistent aufgrund seines vollen Terminkalenders an Emmy weiter. Ricky und Gina halten ihre Beziehung weiterhin geheim, aber Ashlyn entdeckt das Geheimnis. Gina springt während einer Probe für Dani ein und teilt eine intime Szene mit Mack, wodurch sich Dani bedroht fühlt. Quinn ist von Danis schauspielerischen Fähigkeiten unbeeindruckt und stellt ein "Chemieproblem" zwischen den beiden Teenager-Hauptdarstellern fest. In Ginas Haus stellen die Theaterschüler die Besetzungsliste für ihre Musicalproduktion vor. Ricky und Gina erhalten die Rollen von Troy und Gabriella, aber mangels teilnehmender Schüler bleiben einige Rollen unbesetzt. Kourtney bemerkt Ginas romantische Spannungen mit Mack, bevor Gina ein Angebot von Quinn erhält, Dani in dem Film zu ersetzen. |           |                         |                       |                          |                                                 |                     |                           |
| 33 | 3         | Vom Statist zum Star    | A Star Is Reborn      | 9. Aug. 2023             | 9. Aug. 2023                                    | Kimberly McCullough | Ann Kim                   |
| Die Leseprobe für die Produktion findet statt. Miss Jenn und die Theaterschüler bemerken sofort die Chemie zwischen Ricky und Gina, als sie "Can I Have This Dance?" singen und dazu tanzen. Jet und Maddox kommen an der East High an. Jet spielt Chad in dem Musical mit und Maddox nimmt die Stelle einer persönlichen Assistentin für den Film an. Gina und die Statisten beginnen mit der Arbeit an ihrem ersten Tag am Set des Films. Eine Szene mit Alyson Reed wird gedreht. Ashlyn ist überwältigt, Maddox nach den zahlreichen Nachrichten wieder in echt zu sehen und verhält sich unbeholfen. Seb fängt im Catering für den Film an zu arbeiten und Carlos versucht sich mit ihm zu versöhnen. Mr. Mazzara kehrt an die East High zurück und gibt Ricky und Kourtney Ratschläge zu College-Bewerbungen. Dann wendet er sich an Miss Jenn, um ihren Rat einzuholen. Miss Jenn kontaktiert Dani, um ihr eine Rolle in High School Musical 3: Senior Year anzubieten und bietet ihr an, sie bei ihrer Schauspielerei zu unterstützen. Mack schlägt vor, eine Beziehung mit Gina vorzutäuschen, um die Aufmerksamkeit der Öffentlichkeit zu erregen. |           |                         |                       |                          |                                                 |                     |                           |
| 34 | 4         | Süßes oder Saures       | Trick or Treat        | 9. Aug. 2023             | 9. Aug. 2023                                    | Ann Marie Pace      | Elisabeth Kiernen Averick |
| In einem Musikvideo zum Lied „Nightmares Come to Life“ werden die Schüler von ihren aktuellen Problemen gejagt, welche als zombifizierte Personen dargestellt werden. Auf Ginas Halloween-Party will sie Ricky von Macks Plan für eine Scheinbeziehung erzählen. Ricky hingegen soll Gina mitteilen, dass Dani nun die Gabriella im Musical spielen wird. Die beiden kommen nicht dazu, sich auszureden, weshalb sich die Stimmung aufheizt. Schlussendlich verkünden Gina und Ricky vor ihren Freunden, dass sie zusammen sind. Als Ricky erfährt, dass es Ginas Mutter noch nicht weiß, ist er verärgert und verlässt die Feier. Miss Jenn verbringt die Nacht mit Rickys Vater Mike, aber sie einigen sich darauf, sich zu trennen. Ashlyn spielt Maddox den neuen Song „Call It What You Want“ vor, den sie für das Musical geschrieben hat und die beiden küssen sich fast. Seb erzählt Carlos, dass er ihn betrogen hat, während Carlos im Camp war. Ricky ruft Gina an und bittet sie, eine Pause in ihrer Beziehung einzulegen. |           |                         |                       |                          |                                                 |                     |                           |
| 35 | 5         | Loslassen               | Admissions            | 9. Aug. 2023             | 9. Aug. 2023                                    | Ann Marie Pace      | Nneka Gerstle             |
| Ricky besucht E. J. am College, nachdem er sich Sorgen um seine Beziehung und seine Zukunft gemacht hat. Ricky äußert seine Angst, alle Menschen um ihn herum zu verlieren und E. J. ermutigt ihn, die letzten Monate der Highschool zu genießen und an den Menschen festzuhalten, die ihm wichtig sind. Auch Kourtney reist zu einem College in Atlanta und lernt dort einige Studenten kennen. An der East High ist die Zukunft des Musicals ungewiss, als Schulleiter Gutierrez droht, es wegen mangelnder Teilnehmerzahl abzusagen. Gina überredet Quinn, die Dreharbeiten für den Film zu beschleunigen, damit sie als Gabriella voll an der Produktion teilnehmen kann. Big Red erzählt Ashlyn, dass er sie im Sommer mit Seb betrogen hat, während Ashlyn Big Red von ihrer Beziehung zu Maddox erzählt. Ashlyn und Big Red machen glücklich Schluss. Big Red informiert Carlos über die Neuigkeiten, was diesen enttäuscht gehen lässt. Ashlyn ruft Maddox an, um ihre Gefühle ihr gegenüber zu offenbaren, doch erreicht stattdessen Madison. Gina merkt, dass sie Ricky immer noch liebt und erzählt ihrer Mutter von ihren Gefühlen für ihn. Ricky taucht vor Ginas Haus auf, sie küssen sich im Regen und nehmen ihre Beziehung wieder auf. Direktor Gutierrez beendet offiziell das Musical. |           |                         |                       |                          |                                                 |                     |                           |
| 36 | 6         | Wie alles begann        | Trust the Process     | 9. Aug. 2023             | 9. Aug. 2023                                    | Kimberly McCullough | Chandler Turk             |
| Nachdem sie High School Musical 4 fertig gedreht haben, erfahren Gina und Ricky, dass High School Musical 3 abgesagt wurde. Die Theaterschüler kommen zusammen und schwelgen in Erinnerungen an ihr Leben vor High School Musical. Ashlyn und Kourtney haben sich darauf geeinigt, dass sie beide beim Musical mitmachen, wenn Kourtney die Kostüme macht und Ashlyn vorspricht. Es stellt sich heraus, dass Mr. Mazzara in einer Boyband war, bevor er Lehrer wurde. Miss Jenn half Carlos, nachdem er wegen seiner Sexualität gemobbt wurde und machte ihn zu ihrem Assistenten. Seb enthüllt, dass er mit Natalie Bagley zusammen war. Seb und Carlos versöhnen sich, als sie zusammen „Over Again“ singen und kommen wieder zusammen. Gina trat dem Musical bei, als sie aufgefordert wurde, sich eine Aktivität zu suchen, die ihr gefallen würde und weil Ricky davon erzählte. Miss Jenn lernt Alyson Reed bei einem Vorsprechen für Wicked kennen, lehnt aber ab, nachdem sie inspiriert wurde, an der East High zu unterrichten. Emmy findet die Kraft und singt das kraftvolle Lied „Dreams Don't Die“. Danach vereinbaren Alyson und Bart, ihren Lohn aus High School Musical 4 mit dem Theaterprogramm zu teilen und so das Musical zu retten. |           |                         |                       |                          |                                                 |                     |                           |
| 37 | 7         | Was für ein Abend       | The Night of Nights   | 9. Aug. 2023             | 9. Aug. 2023                                    | Kimberly McCullough | Zach Dodes                |
| Auf einer Pressekonferenz für Quinns nächsten Film, eine Verfilmung von Romeo und Julia, wird bekannt gegeben, dass Gina die Hauptrolle der Julia an der Seite von Mack als Romeo spielen wird. Der Film soll sechs Monate lang in Neuseeland gedreht werden. Gina sehnt sich deshalb danach, dass Ricky ihr sagt, dass er sie liebt. Ricky möchte dies auch tun und übt dafür. Mr. Mazzara und Miss Jenn bereiten sich gemeinsam mit den Theaterschülern auf die Eröffnungsvorstellung von High School Musical 3: Senior Year vor. Während der Aufführung erfährt Kourtney, dass sie an der Princeton University und der Lewis University angenommen worden ist. Carlos und Seb planen einen gemeinsamen Urlaub und Seb hilft Carlos bei den Vorbereitungen auf das Treffen mit seinem Vater. Miss Jenn erhält ein Angebot, Glinda in einer nationalen Tournee von Wicked zu spielen. Ashlyn und Maddox üben, ihre Gefühle füreinander der anderen zu zeigen. Am Ende des ersten Aktes beschädigt Maddox versehentlich die Tonanlage. Ricky erfährt von Ginas Mutter, dass Gina noch am selben Abend nach Übersee verreisen wird. |           |                         |                       |                          |                                                 |                     |                           |
| 38 | 8         | Mut ist gut             | Born to Be Brave      | 9. Aug. 2023             | 9. Aug. 2023                                    | Tim Federle         | Tim Federle               |
| Der zweite Akt des Musicals beginnt mit Mr. Mazzara, der die Tonanlage bedient und E. J., der Coach Bolton spielt. Ashlyn gesteht sich ihre Gefühle für Maddox ein und die beiden küssen sich. E. J. motiviert Miss Jenn, ihre Träume zu verfolgen und auf der Wicked-Tournee zu spielen und Miss Jenn schlägt vor, dass E. J. Lehrer werden sollte. Ricky ermutigt Gina, ihren Träumen zu folgen und den Film zu drehen, obwohl sie sich weiterhin nach einer Liebesbestätigung von Ricky sehnt. Nach der Aufführung von High School Musical 3: Senior Year verabschiedet sich Gina emotional von den anderen Schülern und geht auf die Pressekonferenz von Quinn, auf welcher sie den Vertrag zum Film von Romeo und Julia unterschreiben soll. Auf dieser Konferenz gesteht Ricky mit dem Lied „Love You Forever“ endlich seine Liebe zu Gina. Währenddessen verkündet Mack in einem Livestream, dass er nicht in Romeo und Julia mitspielen wird und stattdessen Mark & Spark als Mockumentary wieder aufleben lassen möchte. Gina verlangt auf der Pressekonferenz, dass der Film in Salt Lake City gedreht wird, damit sie für das Frühlingsmusical an der East High bleiben kann und unterschreibt den Vertrag. Miss Jenn entscheidet sich schließlich dafür, dass es ihr Traum ist, an der East High zu bleiben und weiter zu unterrichten. Sie und Mr. Mazzara beschließen, die freien Tickets nach Neuseeland zu nutzen und eine gemeinsame Beziehung zu erkunden. Die Schüler nutzen die Stretch-Limousine, um beim Denny's ihre Premiere zu feiern und singen auf dem Weg dorthin „Born to Be Brave“. Kate Reinders führt die Besetzung von High School Musical: Das Musical: Die Serie bei einer akustischen Aufführung von „For Good“ an. |           |                         |                       |                          |                                                 |                     |                           |

### Specials
| Nr. | Deutscher Titel                                          | Originaltitel                                                     | Erstveröffentlichung USA | Deutschsprachige Erstveröffentlichung (Disney+) | Regie            |
| --- | -------------------------------------------------------- | ----------------------------------------------------------------- | ------------------------ | ----------------------------------------------- | ---------------- |
| 1 | High School Musical: Das Musical: Die Serie: Das Special | High School Musical: The Musical: The Series: The Special         | 14. Dez. 2019            | 14. Dez. 2019 (OmU)                             | Clayton Cogswell |
| Dieses Special zeigt archivierte Aufnahmen hinter den Kulissen aus der Produktion des originalen High-School-Musical-Films. Filmregisseur Kenny Ortega und Darsteller Corbin Bleu berichten über ihre Erfahrungen mit dem Film und treffen die Besetzung von High School Musical: Das Musical: Die Serie. Lucas Grabeel kündigt auch seinen Gastauftritt in der Serie an. Der Schöpfer der Serie, Tim Federle, erklärt die Bedeutung des Liedes „Just For a Moment“ und die Besetzung tritt auf der D23 Expo in Anaheim auf.     |                                                          |                                                                   |                          |                                                 |                  |
| 2 | High School Musical: Das Musical: Holiday Special        | High School Musical: The Musical: The Series: The Holiday Special | 11. Dez. 2020            | 11. Dez. 2020                                   | Tim Federle      |
| In diesem Special covern die Hauptdarsteller der ersten Staffel teilweise alleine, teilweise auch im Duett oder größeren Gruppen bekannte Weihnachtslieder. Des Weiteren präsentiert Joshua Bassett den für die zweite Staffel geschriebenen Song Perfect Gift. Außerdem wird das Weihnachtslied Something in the Air als Ausschnitt aus der zweiten Staffel gezeigt. Zwischen den Gesangseinlagen des Specials erzählen die Darsteller Geschichten aus ihrer Kindheit oder beantworten eingeblendete Fragen zur Weihnachtszeit. |                                                          |                                                                   |                          |                                                 |                  |

## Rezeption
Die zeitgleiche Premiere in den USA wurde von 2,03 Millionen Menschen auf dem Sender ABC verfolgt. Zusätzlich erreichte die Pilotfolge 0,47 Millionen Zuschauer auf dem US-amerikanischen Disney Channel und 0,29 Millionen Zuschauer auf Freeform. Insgesamt wurde die zeitgleiche Premiere der ersten Folge von 2,8 Millionen Zuschauern verfolgt.
Die Premiere im deutschsprachigen Raum auf dem deutschen Disney Channel wurde von 0,31 Millionen Zuschauern verfolgt.
Der Soundtrack zur Serie wurde 2023 in den USA mit einer goldenen Schallplatte ausgezeichnet.